# O Uivo da Gaita
O Uivo da Gaita é um filme brasileiro de 2013, do gênero romance, dirigido por Bruno Safadi. O filme estreou no 42º Festival Internacional de Cinema de Roterdão.
O filme faz parte da "Operação Sonia Seda", uma série de três longas-metragens produzidos em parceria, com o mesmo elenco e equipe, coproduzidos pelo Canal Brasil e Teleimage. Os outros dois longas são O Rio nos Pertence e O Fim de Uma Era.

## Sinopse
Antônia (Mariana Ximenes) e Pedro (Jiddu Pinheiro) são casados, mas vêem a relação entre os dois desmoronar com a chegada de Luana (Leandra Leal), por quem Antônia se apaixona. Agora, elas duas vão viver um intenso amor.

## Elenco
- Mariana Ximenes....Antônia
- Leandra Leal....Luana
- Jiddu Pinheiro....Pedro

## Produção

### Filmagens
As filmagens aconteceram no Rio de Janeiro e as locações foram o Porto do Rio de Janeiro, a Casa das Canoas projetada por Oscar Niemeyer e uma praia em Niterói.

## Lançamento
O Uivo da Gaita foi selecionado na seleção oficial do Festival de Gramado de 2013. No mesmo ano, ganhou projeção internacional ao ser selecionado para ser exibido no Festival Internacional de Cinema de Roterdão, na Holanda.
Em 2014, foi exibido na seleção oficial do Festival de Cinema do Rio.

## Recepção

### Crítica dos especialistas
Robledo Milani, em sua crítica ao site Papo de Cinema, escreveu: "Quase como uma videoarte, ou como um balé existencialista, "O Uivo da Gaita" sucumbe diante de suas ambições por sua ineficiência em se valer presente – são muitas alegorias e pouca objetividade."
Filipe Furtado, do site Cinética, escreveu: "O Uivo da Gaita é menos um romance que a história de um afogamento; sua encenação revela como uma apreensão poética da cidade é impossível hoje. Não há saída possível em meio ao mito do Rio. Resta somente reencenar em desespero esta fuga rumo à prisão."